# Поляков, Сергей Юрьевич
Сергей Юрьевич Поляков (16 февраля 1975, Ягодинка, Ростовская область, РСФСР, СССР — 2 февраля 2023, Угледар, Украина) — российский военнослужащий, полковник. Герой Российской Федерации (2023, посмертно).

## Биография
В 1992 году поступил в Дальневосточное высшее общевойсковое командное училище. После окончания училища в 1996 году служил в войсках специального назначения, в том числе в отдельной 346-й бригаде спецназначения. Дважды участвовал в вооружённом конфликте на Северном Кавказе, во время второй командировки был тяжело ранен. 
После окончания Общевойсковой академии ВС РФ служил в 22-й отдельной бригаде спецназначения. Полгода провёл в Сирии. В мае-июне 2016 по данным украинской разведки вместе со своим подразделением находился на временно оккупированных районах Донецкой и Луганской области. 
С 2017 года — преподаватель Рязанского воздушно-десантного командного училища. С 2020 года — командир 14-й отдельной бригады спецназначения. В январе 2022 года участвовал в операции ОДКБ в Казахстане, с 24 февраля 2022 года — в полномасштабном вторжении в Украину.  
Погиб в бою на Угледарском направлении. Похоронен в Прохладном.

## Награды
- Звание «Герой Российской Федерации» (8 мая 2023 года, посмертно) — «за мужество и героизм, проявленные во время исполнения воинского долга.»

## Память
- Имя Полякова внесено на обелиск Славы в Хабаровске и на стелу выпускников Дальневосточного высшего общевойскового командного училища в Благовещенске.